# Monika Schleier-Smith
Monika Schleier-Smith é um física experimental que estuda o problema de muitos corpos na física quântica precisamente a montagem de sistemas de átomos ultra-frios. Estes atômica, molecular e óptica física (AMO) engenharia de sistemas aplicativos no quantum de detecção, controlo coerente, e a computação quântica. Schleier-Smith é uma professora de Física na Universidade de Stanford, Schleier-Smith também atua no conselho de administração para a Fundação Hertz.